# Nya Zeeland i olympiska sommarspelen 1992
Nya Zeeland deltog i de olympiska sommarspelen 1992 med en trupp bestående av 134 deltagare, som tillsammans tog 10 medaljer.

## Medaljer

### Guld
- Barbara Kendall - Segling, Lechner

### Silver
- Blyth Tait, Andrew Nicholson, Mark Todd och Victoria Latta - Ridsport, fälttävlan
- Leslie Egnot och Jan Shearer - Segling, 470
- Rod Davis och Don Cowie - Segling, Starbåt
- Danyon Loader - Simning, 200 meter fjäril

### Brons
- David Tua - Boxning, Tungvikt
- Gary Anderson - Cykling, förföljelse
- Lorraine Moller - Friidrott, Maraton
- Blyth Tait - Ridsport, fälttävlan
- Craig Monk - Segling, Finnjolle

## Boxning
Lätt weltervikt
- Trevor Shailer
  - Första omgången — Förlorade mot Laszlo Szücs (Ungern) på poäng 7-0

Lätt mellanvikt
- Sililo Figota
  - Första omgången — Förlorade motMarkus Beyer (Tyskland) på poäng 16-2

Tungvikt
- David Tua
  - Första omgången — Bye
  - Andra omgången — Besegrade José Ortega Chumilla (Spanien)
  - Tredje omgången — Besegrade Vojtech Ruckschloss (Tjeckoslovakien)
  - Semifinal — Förlorade mot David Izonritei (Nigeria) på poäng 12-7

## Bågskytte
Damernas individuella
- Faye Johnstone — Rankningsrunda, 37:e plats (0-0)

## Cykling
Damernas linjelopp
- Joann Burke
  - Final — 2:05:03 (→ 30:e plats)

- Rosalind Reekie
  - Final — 2:23:52 (→ 49:e plats)

## Friidrott
Herrarnas 5 000 meter
- Robbie Johnston
  - Heat — 13:57,87 (→ gick inte vidare)

Herrarnas maraton
- Rex Wilson — 2:15,51 (→ 16:e plats)
- Derek Froude — 2:19,37 (→ 35:e plats)

Herrarnas spjutkastning
- Gavin Lovegrove
  - Kval — 81,04 m
  - Final — 77,08 m (→ 9:e plats)

Damernas 10 000 meter
- Lesley Morton
  - Heat — 33:51,06 (→ gick inte vidare)

Damernas 10 kilometer gång
- Anne Judkins
  - Final — 45:28 (→ 9:e plats)

Damernas maraton
- Lorraine Moller — 2:33,59 (→  Brons)
- Marguerite Buist — fullföljde inte (→ ingen placering)

Damernas spjutkastning
- Kirsten Smith
  - Kval — 59,34 m (→ 17:e plats)

## Fäktning
Herrarnas värja
- Gavin McLean

## Landhockey
Herrar
Gruppspel
| Lag           | P | W | D | L | GF | GA | GD  | Poäng |
| ------------- | - | - | - | - | -- | -- | --- | ----- |
| Pakistan      | 5 | 5 | 0 | 0 | 20 | 6  | +14 | 10    |
| Nederländerna | 5 | 4 | 0 | 1 | 20 | 10 | +10 | 8     |
| Spanien       | 5 | 3 | 0 | 2 | 15 | 11 | +4  | 6     |
| Nya Zeeland   | 5 | 1 | 0 | 4 | 7  | 12 | –5  | 2     |
| OSS           | 5 | 1 | 0 | 4 | 12 | 20 | –8  | 2     |
| Malaysia      | 5 | 1 | 0 | 4 | 9  | 24 | –15 | 2     |

Damer
Gruppspel
| Lag            | Spelade | W | D | L | GF | GA | GD | Poäng |
| -------------- | ------- | - | - | - | -- | -- | -- | ----- |
| Sydkorea       | 3       | 2 | 0 | 1 | 8  | 3  | +5 | 4     |
| Storbritannien | 3       | 2 | 0 | 1 | 7  | 5  | +2 | 4     |
| Nederländerna  | 3       | 2 | 0 | 1 | 4  | 3  | +1 | 4     |
| Nya Zeeland    | 3       | 0 | 0 | 3 | 2  | 10 | –8 | 0     |

## Segling
Herrarnas lechner
- Bruce Kendall
  - Slutligt resultat — 105,7 poäng (→ 4:e plats)

Damernas lechner
- Barbara Kendall
  - Slutligt resultat — 47,8 poäng (→  Guld)

Damernas 470
- Leslie Egnot och Jan Shearer
  - Slutligt resultat — 36,7 poäng (→  Silver)

## Simhopp
Damernas 10 m
- Tania Paterson
  - Kval — 254,04 poäng (→ 24:e plats)